# Kortbent vargspindel
Kortbent vargspindel (Pardosa pullata) är en spindelart som först beskrevs av Carl Alexander Clerck 1757.  Kortbent vargspindel ingår i släktet Pardosa och familjen vargspindlar. Arten är reproducerande i Sverige. Utöver nominatformen finns också underarten P. p. jugorum.